# Patrick Jørgensen
Patrick Jørgensen (* 31. května 1991 Kodaň, Dánsko) je dánský sportovní šermíř, který se specializuje na šerm kordem. Dánsko reprezentuje v mužích od roku 2009. V roce 2015 obsadil třetí místo v soutěži jednotlivců na mistrovství světa.